# Danh sách sân bay tấp nập nhất Trung Quốc

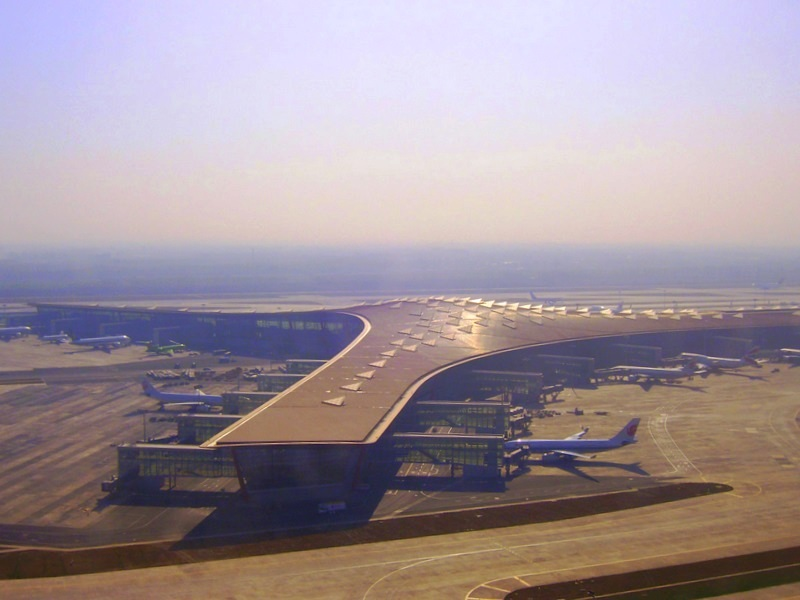
Sân bay quốc tế Thủ đô Bắc Kinh là sân bay bận rộn nhất Trung Quốc về lưu lượng hành khách tại Trung Quốc và cũng là sân bay bận rộn thứ hai trên thế giới.

Các sân bay bận rộn nhất Trung Quốc là một danh sách một loạt xếp hạng của 100 sân bay bận rộn nhất ở Trung Quốc theo tổng số lượt khách, trong đó có số liệu thống kê cho tổng số chuyến bay và tổng lượng hàng hóa lưu thông, sau khi đăng ký chính thức hàng năm kể từ năm 2000. Các dữ liệu dưới đây được cung cấp bởi Cục Hàng không dân dụng Trung Quốc (CAAC) và những thống kê này không bao gồm các kết quả cho các đặc khu hành chính là Hồng Kông và Ma Cao, và cũng không bao gồm các sân bay tại đảo Đài Loan. Tại Hồng Kông và Ma Cao được sự điều hành của cơ quan hàng không dân dụng tương ứng lần lượt là Cục Hàng không Dân dụng Hong Kong và Cơ quan Hàng không Dân dụng Ma Cao.
Danh sách được trình bày theo thứ tự thời gian, bắt đầu từ năm gần đây nhất. Tổng số lượt khách được tính bao gồm cả khách tới, khách khởi hành hoặc quá cảnh ở sân bay. Tổng số chuyến bay được tính bằng số lần máy bay cất cánh bao gồm các chuyến bay của bất kỳ loại máy bay nào trong lịch trình hoặc điều lệ điều khiển bay. Tổng lượng hàng hóa lưu thông tính bằng tấn và bao gồm tất cả các hàng hóa lưu động và thư chuyển phát đến hoặc rời khỏi sân bay.

## 2015
Danh sách 50 sân bay bận rộn nhất Trung Quốc theo CAAC.
| Hạng | Sân bay                                    | Thành phố phục vụ | Tỉnh           | IATA/ ICAO | Số khách   | Số chuyến | Hàng hóa    |
| ---- | ------------------------------------------ | ----------------- | -------------- | ---------- | ---------- | --------- | ----------- |
| 1.   | Sân bay quốc tế Thủ đô Bắc Kinh            | Bắc Kinh          | Bắc Kinh       | PEK/ZBAA   | 89.939.049 | 590.199   | 1.889.439,5 |
| 2.   | Sân bay quốc tế Phố Đông Thượng Hải        | Thượng Hải        | Thượng Hải     | PVG/ZSPD   | 60.098.073 | 449.171   | 3.275.231,1 |
| 3.   | Sân bay quốc tế Bạch Vân Quảng Châu        | Quảng Châu        | Quảng Đông     | CAN/ZGGG   | 55.201.915 | 409.679   | 1.537.758,9 |
| 4.   | Sân bay quốc tế Song Lưu Thành Đô          | Thành Đô          | Tứ Xuyên       | CTU/ZUUU   | 42.239.468 | 293.643   | 556.552,1   |
| 5.   | Sân bay quốc tế Bảo An Thâm Quyến          | Thâm Quyến        | Quảng Đông     | SZX/ZGSZ   | 39.721.619 | 305.461   | 1.013.690,5 |
| 6.   | Sân bay quốc tế Hồng Kiều Thượng Hải       | Thượng Hải        | Thượng Hải     | SHA/ZSSS   | 39.090.865 | 256.603   | 433.600,1   |
| 7.   | Sân bay quốc tế Trường Thủy Côn Minh       | Côn Minh          | Vân Nam        | KMG/ZPPP   | 37.523.098 | 300.406   | 355.422,8   |
| 8.   | Sân bay quốc tế Hàm Dương Tây An           | Tây An            | Thiểm Tây      | XIY/ZLXY   | 32.970.215 | 267.102   | 211.591,5   |
| 9.   | Sân bay quốc tế Giang Bắc Trùng Khánh      | Trùng Khánh       | Trùng Khánh    | CKG/ZUCK   | 32.402.096 | 255.414   | 318.781,5   |
| 10.  | Sân bay quốc tế Tiêu Sơn Hàng Châu         | Hàng Châu         | Chiết Giang    | HGH/ZSHC   | 28.354.435 | 232.079   | 424.932,7   |
| 11.  | Sân bay quốc tế Cao Khi Hạ Môn             | Hạ Môn            | Phúc Kiến      | XMN/ZSAM   | 20.814.244 | 180.112   | 310.606,6   |
| 12.  | Sân bay quốc tế Lộc Khẩu Nam Kinh          | Nam Kinh          | Giang Tô       | NKG/ZSNJ   | 19.163.768 | 166.858   | 326.026,5   |
| 13.  | Sân bay quốc tế Thiên Hà Vũ Hán            | Vũ Hán            | Hồ Bắc         | WUH/ZHHH   | 18.942.038 | 164.524   | 154.656,2   |
| 14.  | Sân bay quốc tế Hoàng Hoa Trường Sa        | Trường Sa         | Hồ Nam         | CSX/ZGHA   | 18.715.278 | 153.367   | 122.022,1   |
| 15.  | Sân bay quốc tế Diwopu Ürümqi              | Ürümqi            | Tân Cuơng      | URC/ZWWW   | 18.506.463 | 153.097   | 156.469,8   |
| 16.  | Sân bay quốc tế Lưu Đình Thanh Đảo         | Thanh Đảo         | Sơn Đông       | TAO/ZSQD   | 18.202.085 | 155.483   | 208.064,0   |
| 17.  | Sân bay quốc tế Tân Trịnh Trịnh Châu       | Trịnh Châu        | Hà Nam         | CGO/ZHCC   | 17.297.385 | 154.468   | 403.339,0   |
| 18.  | Sân bay quốc tế Phượng Hoàng Tam Á         | Tam Á             | Hải Nam        | SYX/ZJSY   | 16.191.930 | 108.532   | 85.369,3    |
| 19.  | Sân bay quốc tế Mỹ Lan Hải Khẩu            | Hải Khẩu          | Hải Nam        | HAK/ZJHK   | 16.167.004 | 121.825   | 135.944,6   |
| 20.  | Sân bay quốc tế Tân Hải Thiên Tân          | Thiên Tân         | Thiên Tân      | TSN/ZBTJ   | 14.314.322 | 125.693   | 217.279,2   |
| 21.  | Sân bay quốc tế Chu Thủy Tử Đại Liên       | Đại Liên          | Liêu Ninh      | DLC/ZYTL   | 14.154.130 | 117.794   | 137.048,1   |
| 22.  | Sân bay quốc tế Thái Bình Cáp Nhĩ Tân      | Cáp Nhĩ Tân       | Hắc Long Giang | HRB/ZYHB   | 14.054.357 | 108.428   | 116.103,8   |
| 23.  | Sân bay quốc tế Long Động Bảo Quý Dương    | Quý Dương         | Quý Châu       | KWE/ZUGY   | 13.244.982 | 116.914   | 87.207,0    |
| 24.  | Sân bay quốc tế Đào Tiên Thẩm Dương        | Thẩm Dương        | Liêu Ninh      | SHE/ZYTX   | 12.680.118 | 99.563    | 142.069,6   |
| 25.  | Sân bay quốc tế Trường Lạc Phúc Châu       | Phúc Châu         | Phúc Kiến      | FOC/ZSFZ   | 10.887.292 | 96.127    | 116.497,5   |
| 26.  | Sân bay quốc tế Ngô Vu Nam Ninh            | Nam Ninh          | Quảng Tây      | NNG/ZGNN   | 10.393.728 | 86.873    | 95.710,3    |
| 27.  | Sân bay quốc tế Diêu Tường Tế Nam          | Tế Nam            | Sơn Đông       | TNA/ZSJN   | 9.520.887  | 86.158    | 86.336,8    |
| 28.  | Sân bay quốc tế Vũ Túc Thái Nguyên         | Thái Nguyên       | Sơn Tây        | TYN/ZBYN   | 8.842.987  | 79.376    | 45.463,6    |
| 29.  | Sân bay quốc tế Long Gia Trường Xuân       | Trường Xuân       | Cát Lâm        | CGQ/ZYCC   | 8.556.182  | 67.763    | 77.793,9    |
| 30.  | Sân bay quốc tế Trung Xuyên Lan Châu       | Lan Châu          | Cam Túc        | ZGC/ZLLL   | 8.009.040  | 67.835    | 50.093,8    |
| 31.  | Sân bay quốc tế Xương Bắc Nam Xương        | Nam Xương         | Giang Tây      | KHN/ZSCN   | 7.487.930  | 67.304    | 51.080,5    |
| 32.  | Sân bay quốc tế Bạch Tháp Hô Hòa Hạo Đặc   | Hohhot            | Nội Mông       | HET/ZBHH   | 7.446.250  | 74.509    | 36.077,8    |
| 33.  | Sân bay quốc tế Vĩnh Cường Ôn Châu         | Ôn Châu           | Chiết Giang    | WNZ/ZSWZ   | 7.360.467  | 61.750    | 72.638,1    |
| 34.  | Sân bay quốc tế Lịch Xã Ninh Ba            | Ninh Ba           | Chiết Giang    | NGB/ZSNB   | 6.855.075  | 56.110    | 77.054,2    |
| 35.  | Sân bay quốc tế Tân Kiều Hợp Phì           | Hợp Phì           | An Huy         | HFE/ZSOF   | 6.613.111  | 57.294    | 51.291,1    |
| 36.  | Sân bay quốc tế Lưỡng Giang Quế Lâm        | Quế Lâm           | Quảng Tây      | KWL/ZGKL   | 6.361.045  | 54.089    | 29.519,5    |
| 37.  | Sân bay quốc tế Chính Định Thạch Gia Trang | Thạch Gia Trang   | Hà Bắc         | SJW/ZBSJ   | 5.985.589  | 56.728    | 44.693,9    |
| 38.  | Sân bay quốc tế Tam Nghĩa Lệ Giang         | Lệ Giang          | Vân Nam        | LJG/ZPLJ   | 5.626.307  | 45.938    | 8.291,1     |
| 39.  | Sân bay quốc tế Hà Đông Ngân Xuyên         | Ngân Xuyên        | Ninh Hạ        | INC/ZLIC   | 5.389.908  | 47.058    | 33.326,1    |
| 40.  | Sân bay Nam Uyển Bắc Kinh                  | Bắc Kinh          | Bắc Kinh       | NAY/ZBNY   | 5.265.201  | 42.129    | 36.755,6    |
| 41.  | Sân bay Kim Loan Châu Hải                  | Chu Hải           | Quảng Đông     | ZUH/ZGSD   | 4.708.706  | 50.478    | 25.828.1    |
| 42.  | Sân bay quốc tế Thạc Phóng Vô Tích         | Vô Tích           | Giang Tô       | WUX/ZSWX   | 4.609.344  | 38.569    | 89.060.0    |
| 43.  | Sân bay quốc tế Lai Sơn Yên Đài            | Yên Đài           | Sơn Đông       | YNT/ZSYT   | 4.246.581  | 44.424    | 36.310.8    |
| 44.  | Sân bay quốc tế Gasa Tây Song Bản Nạp      | Cảnh Hồng         | Vân Nam        | JHG/ZPJH   | 4.150.734  | 34.512    | 7.875.2     |
| 45.  | Sân bay quốc tế Tào Gia Bảo Tây Ninh       | Tây Ninh          | Thanh Hải      | XNN/ZLXN   | 4.005.667  | 34.668    | 21.657.2    |
| 46.  | Sân bay quốc tế Tấn Giang Tuyền Châu       | Tuyền Châu        | Phúc Kiến      | JJN/ZSQZ   | 3.635.607  | 32.687    | 43.033.3    |
| 47.  | Sân bay quốc tế Triều Sán Yết Dương        | Sán Đầu           | Quảng Đông     | SWA/ZGOW   | 3.204.464  | 38.937    | 19.779.9    |
| 48.  | Sân bay Gonggar Lhasa                      | Lhasa             | Tây Tạng       | LXA/ZULS   | 2.908.416  | 27.758    | 25.378.3    |
| 49.  | Sân bay Đông Hà Bao Đầu                    | Bao Đầu           | Nội Mông       | BAV/ZBOW   | 1.901.035  | 17.954    | 10.758.4    |
| 50.  | Sân bay quốc tế Hulunbuir Hailar           | Hailar            | Nội Mông       | HLD/ZBLA   | 1.835.915  | 17.178    | 7.187.9     |

## 2014
100 sân bay bận rộn nhất Trung Quốc theo lượng khách. theo CAAC.
| Hạng | Sân bay                                     | Thành phố phục vụ   | Tỉnh           | IATA/ ICAO | Số khách   | Số chuyến | Hàng hóa    |
| ---- | ------------------------------------------- | ------------------- | -------------- | ---------- | ---------- | --------- | ----------- |
| 1.   | Sân bay quốc tế Thủ đô Bắc Kinh             | Bắc Kinh            | Bắc Kinh       | PEK/ZBAA   | 86.128.313 | 581.952   | 1.848.251,5 |
| 2.   | Sân bay quốc tế Bạch Vân Quảng Châu         | Quảng Châu          | Quảng Đông     | CAN/ZGGG   | 54.780.346 | 412.210   | 1.454.043,8 |
| 3.   | Sân bay quốc tế Phố Đông Thượng Hải         | Thượng Hải          | Thượng Hải     | PVG/ZSPD   | 51.687.894 | 402.105   | 3.181.654,1 |
| 4.   | Sân bay quốc tế Hồng Kiều Thượng Hải        | Thượng Hải          | Thượng Hải     | SHA/ZSSS   | 37.971.135 | 253.325   | 432.176,4   |
| 5.   | Sân bay quốc tế Song Lưu Thành Đô           | Thành Đô            | Tứ Xuyên       | CTU/ZUUU   | 37.675.232 | 270.054   | 545.011,2   |
| 6.   | Sân bay quốc tế Bảo An Thâm Quyến           | Shenzhen            | Quảng Đông     | SZX/ZGSZ   | 36.272.701 | 286.346   | 963.871,2   |
| 7.   | Sân bay quốc tế Trường Thủy Côn Minh        | Kunming             | Vân Nam        | KMG/ZPPP   | 32.230.883 | 270.529   | 316.672,4   |
| 8.   | Sân bay quốc tế Giang Bắc Trùng Khánh       | Trùng Khánh         | Trùng Khánh    | CKG/ZUCK   | 30.264.435 | 238.085   | 302.335,8   |
| 9.   | Sân bay quốc tế Hàm Dương Tây An            | Xi'an               | Thiểm Tây      | XIY/ZLXY   | 29.260.755 | 245.971   | 186.412,6   |
| 10.  | Sân bay quốc tế Tiêu Sơn Hàng Châu          | Hangzhou            | Chiết Giang    | HGH/ZSHC   | 25.525.862 | 213.268   | 398.557.6   |
| 11.  | Sân bay quốc tế Cao Khi Hạ Môn              | Xiamen              | Phúc Kiến      | XMN/ZSAM   | 20.863.786 | 174.315   | 306.385.0   |
| 12.  | Sân bay quốc tế Hoàng Hoa Trường Sa         | Changsha            | Hồ Nam         | CSX/ZGHA   | 18.020.501 | 152.359   | 125.037.8   |
| 13.  | Sân bay quốc tế Thiên Hà Vũ Hán             | Vũ Hán              | Hồ Bắc         | WUH/ZHHH   | 17.277.104 | 157.596   | 143.029,6   |
| 14.  | Sân bay quốc tế Lưu Đình Thanh Đảo          | Thanh Đảo           | Shandong       | TAO/ZSQD   | 16.411.789 | 142.452   | 204.419,4   |
| 15.  | Sân bay quốc tế Diwopu Ürümqi               | Ürümqi              | Xinjiang       | URC/ZWWW   | 16.311.140 | 142.266   | 162.711,3   |
| 16.  | Sân bay quốc tế Lộc Khẩu Nam Kinh           | Nam Kinh            | Giang Tô       | NKG/ZSNJ   | 16.283.816 | 144.278   | 304.324,8   |
| 17.  | Sân bay quốc tế Tân Trịnh Trịnh Châu        | Zhengzhou           | Hà Nam         | CGO/ZHCC   | 15.805.443 | 147.696   | 370.420,7   |
| 18.  | Sân bay quốc tế Phượng Hoàng Tam Á          | Sanya               | Hải Nam        | SYX/ZJSY   | 14.942.356 | 102.074   | 75.645,8    |
| 19.  | Sân bay quốc tế Mỹ Lan Hải Khẩu             | Haikou              | Hải Nam        | HAK/ZJHK   | 13.853.859 | 105.861   | 121.131,4   |
| 20.  | Sân bay quốc tế Chu Thủy Tử Đại Liên        | Dalian              | Liaoning       | DLC/ZYTL   | 13.551.223 | 115.284   | 133.490,0   |
| 21.  | Sân bay quốc tế Đào Tiên Thẩm Dương         | Thẩm Dương          | Liaoning       | SHE/ZYTX   | 12.800.272 | 97.172    | 138.318,4   |
| 22.  | Sân bay quốc tế Long Động Bảo Quý Dương     | Guiyang             | Quý Châu       | KWE/ZUGY   | 12.525.537 | 113.424   | 82.063,4    |
| 23.  | Sân bay quốc tế Thái Bình Cáp Nhĩ Tân       | Cáp Nhĩ Tân         | Hắc Long Giang | HRB/ZYHB   | 12.239.026 | 97.746    | 106.559,8   |
| 24.  | Sân bay quốc tế Tân Hải Thiên Tân           | Thiên Tân           | Thiên Tân      | TSN/ZBTJ   | 12.073.041 | 114.557   | 233.358,6   |
| 25.  | Sân bay quốc tế Ngô Vu Nam Ninh             | Nanning             | Quảng Tây      | NNG/ZGNN   | 9.412.246  | 80.496    | 90.353,2    |
| 26.  | Sân bay quốc tế Trường Lạc Phúc Châu        | Fuzhou              | Phúc Kiến      | FOC/ZSFZ   | 9.353.414  | 86.944    | 121.383,4   |
| 27.  | Sân bay quốc tế Diêu Tường Tế Nam           | Jinan               | Shandong       | TNA/ZSJN   | 8.708.950  | 83.551    | 80.503,1    |
| 28.  | Sân bay quốc tế Vũ Túc Thái Nguyên          | Taiyuan             | Shanxi         | TYN/ZBYN   | 7.931.902  | 73.211    | 44.863,9    |
| 29.  | Sân bay quốc tế Long Gia Trường Xuân        | Changchun           | Cát Lâm        | CGQ/ZYCC   | 7.421.726  | 60.751    | 73.560,9    |
| 30.  | Sân bay quốc tế Xương Bắc Nam Xương         | Nanchang            | Giang Tây      | KHN/ZSCN   | 7.240.861  | 65.402    | 46.066.4    |
| 31.  | Sân bay quốc tế Lưỡng Giang Quế Lâm         | Guilin              | Quảng Tây      | KWL/ZGKL   | 6.897.741  | 60.804    | 35.841,5    |
| 32.  | Sân bay quốc tế Vĩnh Cường Ôn Châu          | Wenzhou             | Triết Giang    | WNZ/ZSWZ   | 6.802.179  | 59.135    | 68.828,4    |
| 33.  | Sân bay Trung Xuyên Lan Châu                | Lan Châu            | Cam Túc        | ZGC/ZLLL   | 6.588.862  | 57.481    | 46.967.0    |
| 34.  | Sân bay quốc tế Bạch Tháp Hô Hòa Hạo Đặc    | Hohhot              | Inner Mongolia | HET/ZBHH   | 6.469.632  | 65.690    | 36.752.3    |
| 35.  | Sân bay quốc tế Lịch Xã Ninh Ba             | Ningbo              | Triết Giang    | NGB/ZSNB   | 6.359.139  | 53.897    | 78.024.5    |
| 36.  | Sân bay quốc tế Tân Kiều Hợp Phì            | Hefei               | An Huy         | HFE/ZSOF   | 5.974.599  | 53.056    | 46.426.0    |
| 37.  | Sân bay quốc tế Chính Định Thạch Gia Trang  | Shijiazhuang        | Hà Bắc         | SJW/ZBSJ   | 5.601.017  | 56.216    | 45.554.5    |
| 38.  | Sân bay Nam Uyển Bắc Kinh                   | Bắc Kinh            | Bắc Kinh       | NAY/ZBNY   | 4.929.241  | 42.638    | 37.249.9    |
| 39.  | Sân bay Tam Nghĩa Lệ Giang                  | Lijiang             | Vân Nam        | LJG/ZPLJ   | 4.852.284  | 42.710    | 7.037.7     |
| 40.  | Sân bay Hà Đông Ngân Xuyên                  | Yinchuan            | Ningxia        | INC/ZLIC   | 4.663.809  | 43.025    | 31.132.6    |
| 41.  | Sân bay quốc tế Lai Sơn Yên Đài             | Yantai              | Shandong       | YNT/ZSYT   | 4.305.822  | 43.091    | 38.603.3    |
| 42.  | Sân bay quốc tế Thạc Phóng Vô Tích          | Vô Tích             | Giang Tô       | WUX/ZSWX   | 4.180.038  | 35.781    | 96.120.4    |
| 43.  | Sân bay Kim Loan Châu Hải                   | Zhuhai              | Quảng Đông     | ZUH/ZGSD   | 4.075.918  | 50.939    | 22.128.2    |
| 44.  | Sân bay Tào Gia Bảo Tây Ninh                | Xining              | Qinghai        | XNN/ZLXN   | 3.852.528  | 33.753    | 20.256.8    |
| 45.  | Sân bay Gasa Tây Song Bản Nạp               | Jinghong            | Vân Nam        | JHG/ZPJH   | 3.360.505  | 30.924    | 6.123.7     |
| 46.  | Sân bay quốc tế Triều Sán Yết Dương         | Shantou             | Quảng Đông     | SWA/ZGOW   | 2.870.252  | 34.900    | 18.569.3    |
| 47.  | Sân bay quốc tế Tấn Giang Tuyền Châu        | Quanzhou            | Phúc Kiến      | JJN/ZSQZ   | 2.784.207  | 27.105    | 41.232.8    |
| 48.  | Sân bay Gonggar Lhasa                       | Lhasa               | Tây Tạng       | LXA/ZULS   | 2.563.204  | 24.079    | 22.211.1    |
| 49.  | Sân bay Bôn Ngưu Thường Châu                | Changzhou           | Giang Tô       | CZX/ZSCG   | 1.860.944  | 22.438    | 18.241.1    |
| 50.  | Sân bay Bao Đầu                             | Baotou              | Inner Mongolia | BAV/ZBOW   | 1.829.990  | 17.105    | 10.139.1    |
| 51.  | Sân bay Hoàng Long Cửu Trại                 | Jiuzhaigou Valley   | Tứ Xuyên       | JZH/ZUJZ   | 1.702.527  | 15.960    | 890.3       |
| 52.  | Sân bay Ordos Ejin Horo                     | Ordos               | Inner Mongolia | DSN/ZBDS   | 1.503.065  | 29.009    | 6.610.4     |
| 53.  | Sân bay Hulunbuir Hailar                    | Hailar              | Inner Mongolia | HLD/ZBLA   | 1.494.499  | 14.597    | 6.135.9     |
| 54.  | Sân bay Kashgar                             | Kashgar             | Xinjiang       | KHG/ZWSH   | 1.428.586  | 13.094    | 7.595.2     |
| 55.  | Sân bay quốc tế Yulin Yuyang Airport        | Yulin               | Shaanxi        | UYN/ZLYL   | 1.386.483  | 15.543    | 3.112.3     |
| 56.  | Sân bay Quan Âm Từ Châu                     | Từ Châu             | Giang Tô       | XUZ/ZSXZ   | 1.267.548  | 31.400    | 6.432.1     |
| 57.  | Sân bay quốc tế Yanji Chaoyangchuan Airport | Yanji               | Cát Lâm        | YNJ/ZYYJ   | 1.242.164  | 10.369    | 6.315.9     |
| 58.  | Sân bay Nghĩa Ô                             | Yiwu                | Triết Giang    | YIW/ZSYW   | 1.204.542  | 10.749    | 5.292.0     |
| 59.  | Sân bay quốc tế Yichang Sanxia Airport      | Yichang             | Hồ Bắc         | YIH/ZHYC   | 1.127.093  | 40.400    | 4.294.0     |
| 60.  | Sân bay quốc tế Zhangjiajie Hehua Airport   | Zhangjiajie         | Hồ Nam         | DYG/ZGDY   | 1.091.559  | 9.872     | 1.404.4     |
| 61.  | Sân bay quốc tế Mianyang Nanjiao Airport    | Mianyang            | Tứ Xuyên       | MIG/ZUMY   | 1.084.998  | 214.558   | 5.464.0     |
| 62.  | Sân bay quốc tế Dehong Mangshi Airport      | Mang City           | Vân Nam        | LUM/ZPLX   | 1.060.650  | 10.136    | 5.669.4     |
| 63.  | Sân bay quốc tế Beihai Fucheng Airport      | Beihai              | Quảng Tây      | BHY/ZGBH   | 1.003.038  | 14.138    | 4.011.0     |
| 64.  | Sân bay Korla                               | Korla               | Xinjiang       | KRL/ZWKL   | 1.001.541  | 10.284    | 3.954.8     |
| 65.  | Sân bay Trạm Giang                          | Trạm Giang          | Quảng Đông     | ZHA/ZGZJ   | 983.519    | 15.655    | 3.412,4     |
| 66.  | Sân bay quốc tế Linyi Shubuling Airport     | Linyi               | Shandong       | LYI/ZSLY   | 949.300    | 10.388    | 4.662.7     |
| 67.  | Sân bay quốc tế Yuncheng Guangong Airport   | Yuncheng            | Shanxi         | YCU/ZBYC   | 935.895    | 12.028    | 2.556.1     |
| 68.  | Sân bay quốc tế Nantong Xingdong Airport    | Nantong             | Giang Tô       | NTG/ZSNT   | 932.368    | 26.104    | 28.030.0    |
| 69.  | Sân bay quốc tế Chifeng Yulong Airport      | Chifeng             | Inner Mongolia | CIF/ZBCF   | 881.293    | 10.049    | 2.707.7     |
| 70.  | Sân bay quốc tế Ganzhou Huangjin Airport    | Ganzhou             | Giang Tây      | KOW/ZSGZ   | 787.400    | 7.881     | 5.543.0     |
| 71.  | Sân bay quốc tế Wuyishan Airport            | Wuyishan            | Phúc Kiến      | WUS/ZSWY   | 785.527    | 8.213     | 2.115.9     |
| 72.  | Sân bay quốc tế Dali Airport                | Dali                | Vân Nam        | DLU/ZPDL   | 749.993    | 8.407     | 1.202.8     |
| 73.  | Sân bay quốc tế Aksu Airport                | Aksu                | Xinjiang       | AKU/ZWAK   | 748.654    | 8.250     | 3.065.0     |
| 74.  | Sân bay quốc tế Luzhou Lantian Airport      | Luzhou              | Tứ Xuyên       | LZO/ZULZ   | 710.510    | 7.880     | 2.916.1     |
| 75.  | Sân bay quốc tế Tongliao Airport            | Tongliao            | Inner Mongolia | TGO/ZBTL   | 709.072    | 9.577     | 3.106.2     |
| 76.  | Sân bay Thái Châu Dương Châu                | Dương Châu. Taizhou | Giang Tô       | YTY/ZSYA   | 705.879    | 22.956    | 4.792.5     |
| 77.  | Sân bay quốc tế Yining Airport              | Yining              | Xinjiang       | YIN/ZWYN   | 698.994    | 8.068     | 2.587.0     |
| 78.  | Sân bay quốc tế Xiangyang Liuji Airport     | Xiangyang           | Hồ Bắc         | XFN/ZHXF   | 677.041    | 56.306    | 2.388.3     |
| 79.  | Sân bay quốc tế Zunyi Xinzhou Airport       | Zunyi               | Quý Châu       | ZYI/ZUZY   | 669.726    | 7.509     | 205.5       |
| 80.  | Sân bay quốc tế Hotan Airport               | Hotan               | Xinjiang       | HTN/ZWTN   | 669.575    | 6.428     | 1.903.1     |
| 81.  | Sân bay quốc tế Taizhou Luqiao Airport      | Taizhou             | Triết Giang    | HYN/ZSLQ   | 664.663    | 5.660     | 7.410.2     |
| 82.  | Sân bay quốc tế Huangshan Tunxi             | Huangshan           | An Huy         | TXN/ZSTX   | 637.044    | 7.574     | 2.636.7     |
| 83.  | Sân bay quốc tế Changzhi Wangcun Airport    | Changzhi            | Shanxi         | CIH/ZBCZ   | 620.665    | 7.799     | 1.253.1     |
| 84.  | Sân bay quốc tế Liuzhou Bailian Airport     | Liuzhou             | Quảng Tây      | LZH/ZGZH   | 606.572    | 6.908     | 2.787.8     |
| 85.  | Sân bay quốc tế Luoyang Beijiao Airport     | Luoyang             | Hà Nam         | LYA/ZHLY   | 588.717    | 144.046   | 1.507.8     |
| 86.  | Sân bay quốc tế Yibin Caiba Airport         | Yibin               | Tứ Xuyên       | YBP/ZUYB   | 574.883    | 6.111     | 2.608.8     |
| 87.  | Sân bay quốc tế Lianyungang Baitabu Airport | Lianyungang         | Giang Tô       | LYG/ZSLG   | 568.642    | 6.978     | 1.612.4     |
| 88.  | Sân bay quốc tế Weihai Dashuibo Airport     | Weihai              | Shandong       | WEH/ZSWH   | 548.306    | 6.231     | 2.656.0     |
| 89.  | Sân bay quốc tế Mudanjiang Hailang Airport  | Mudanjiang          | Hắc Long Giang | MDG/ZYMD   | 543.361    | 4.580     | 1.368.5     |
| 90.  | Sân bay quốc tế Zhoushan Putuoshan Airport  | Zhoushan            | Triết Giang    | HSN/ZSZS   | 538.414    | 15.697    | 254.9       |
| 91.  | Sân bay quốc tế Yancheng Nanyang Airport    | Yancheng            | Giang Tô       | YNZ/ZSYN   | 528.749    | 5.536     | 2.162.1     |
| 92.  | Sân bay quốc tế Daqing Sartu Airport        | Daqing              | Hắc Long Giang | DQA/ZYDQ   | 525.319    | 5.000     | 2.164.8     |
| 93.  | Sân bay Liên Thủy Hoài An                   | Hoài An             | Giang Tô       | HIA/ZSSH   | 516.106    | 10.546    | 3.420,9     |
| 94.  | Sân bay quốc tế Tengchong Tuofeng Airport   | Tengchong           | Vân Nam        | TCZ/ZUTC   | 509.628    | 6.044     | 820.6       |
| 95.  | Sân bay quốc tế Jiamusi Dongjiao Airport    | Jiamusi             | Hắc Long Giang | JMU/ZYJM   | 470.131    | 5.143     | 776.3       |
| 96.  | Sân bay quốc tế Nanyang Jiangying Airport   | Nanyang             | Hà Nam         | NNY/ZHNY   | 464.512    | 36.500    | 1.069.3     |
| 97.  | Sân bay quốc tế Jingdezhen Luojia Airport   | Jingdezhen          | Giang Tây      | JDZ/ZSJD   | 463.562    | 4.048     | 1.808.6     |
| 98.  | Sân bay quốc tế Wuhai Airport               | Wuhai               | Inner Mongolia | WUA/ZBUH   | 458.873    | 5.352     | 2.017.8     |
| 99.  | Sân bay quốc tế Diqing Shangri-La Airport   | Shangri-La          | Vân Nam        | DIG/ZPDQ   | 453.604    | 5.190     | 788.5       |
| 100. | Sân bay quốc tế Jining Qufu Airport         | Jining              | Shandong       | JNG/ZSJG   | 451.974    | 4.612     | 1.137.6     |

## Năm 2013

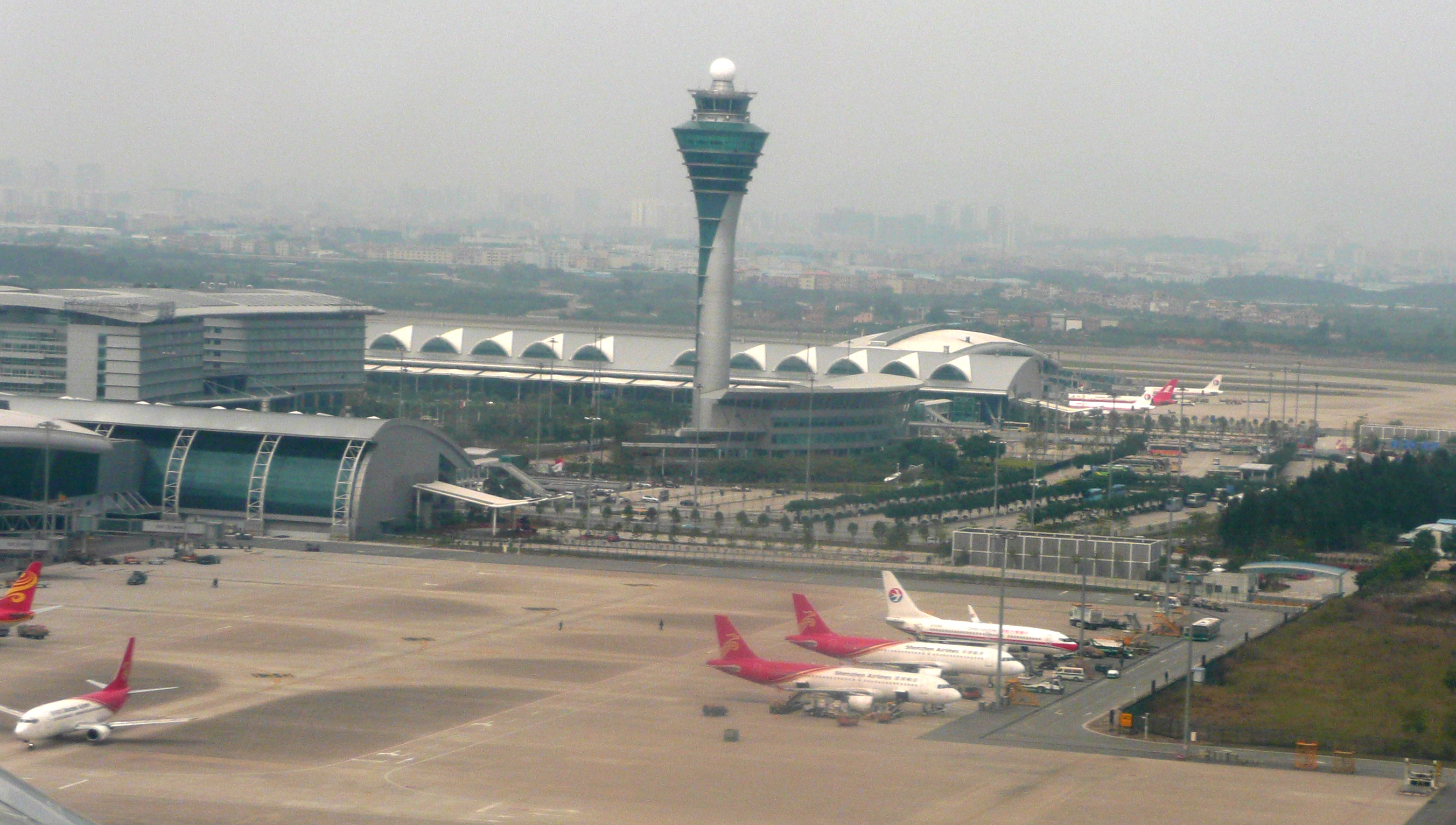
Sân bay quốc tế Bạch Vân Quảng Châu hiện đang là sân bay bận rộn thứ hai ở Trung Quốc về lưu lượng hành khách với hơn 50 triệu lượt hành khách năm 2013.

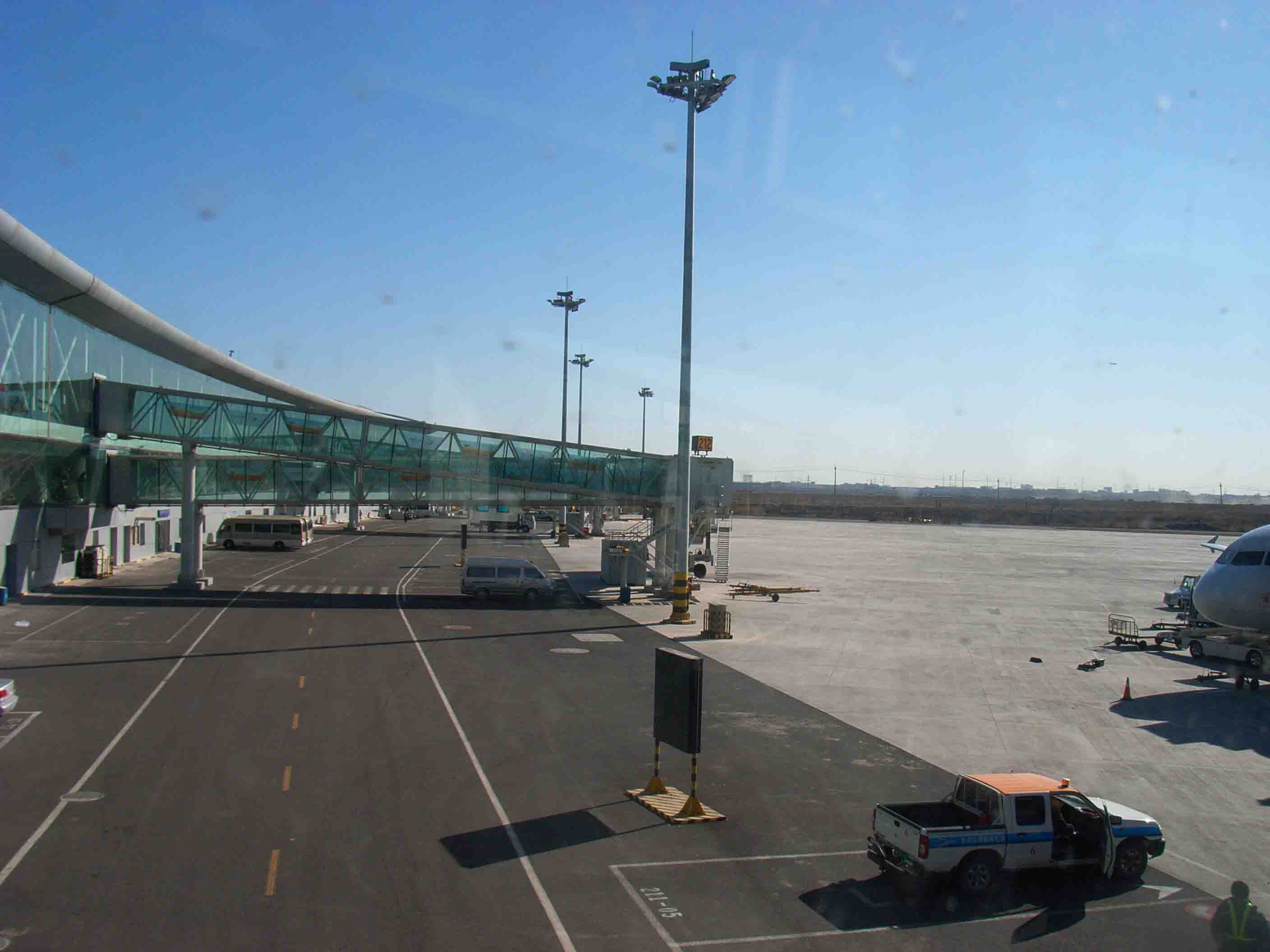
Sân bay quốc tế Tân Hải Thiên Tân tăng trưởng ở hai con số trong năm 2013. Sân bay này đạt 10 triệu hành khách và 100.000 chuyến bay vào năm 2013, và hiện là sân bay xếp thứ 23 về sân bay bận rộn nhất Trung Quốc.

Danh sách 100 sân bay bận rộn nhất Trung Quốc về lưu lượng hành khách, theo báo cáo của CAAC:
| Vị trí | Tên                                        | Thành phố phục vụ     | Tỉnh           | IATA/ ICAO | Lượt khách | Số chuyến bay | Vận chuyển hàng hóa |
| ------ | ------------------------------------------ | --------------------- | -------------- | ---------- | ---------- | ------------- | ------------------- |
| 1.     | Sân bay quốc tế Thủ đô Bắc Kinh            | Bắc Kinh              | Bắc Kinh       | PEK/ZBAA   | 83.712.355 | 567.757       | 1.843.681,1         |
| 2.     | Sân bay quốc tế Bạch Vân Quảng Châu        | Quảng Châu            | Quảng Đông     | CAN/ZGGG   | 52.450.262 | 394.403       | 1.309.745,5         |
| 3.     | Sân bay quốc tế Phố Đông-Thượng Hải        | Thượng Hải            | Thượng Hải     | PVG/ZSPD   | 47.189.849 | 371.190       | 2.928.527,1         |
| 4.     | Sân bay quốc tế Hồng Kiều Thượng Hải       | Thượng Hải            | Thượng Hải     | SHA/ZSSS   | 35.599.643 | 243.916       | 435.115,9           |
| 5.     | Sân bay quốc tế Song Lưu Thành Đô          | Thành Đô              | Tứ Xuyên       | CTU/ZUUU   | 33.444.618 | 250.352       | 501.391,2           |
| 6.     | Sân bay quốc tế Bảo An Thâm Quyến          | Thâm Quyến            | Quảng Đông     | SZX/ZGSZ   | 32.268.457 | 257.446       | 913.472,1           |
| 7.     | Sân bay quốc tế Trường Thủy Côn Minh       | Côn Minh              | Vân Nam        | KMG/ZPPP   | 29.688.297 | 255.546       | 293.627,7           |
| 8.     | Sân bay quốc tế Hàm Dương Tây An           | Tây An                | Thiểm Tây      | XIY/ZLXY   | 26.044.673 | 226.041       | 178.857,5           |
| 9.     | Sân bay quốc tế Giang Bắc Trùng Khánh      | Trùng Khánh           | Trùng Khánh    | CKG/ZUCK   | 25.272.039 | 214.574       | 280.149,8           |
| 10.    | Sân bay quốc tế Tiêu Sơn Hàng Châu         | Hàng Châu             | Chiết Giang    | HGH/ZSHC   | 22.114.103 | 190.639       | 368.095,3           |
| 11.    | Sân bay quốc tế Cao Khi Hạ Môn             | Hạ Môn                | Phúc Kiến      | XMN/ZSAM   | 19.753.016 | 166.837       | 299.490,8           |
| 12.    | Sân bay quốc tế Hoàng Hoa Trường Sa        | Trường Sa             | Hồ Nam         | CSX/ZGHA   | 16.007.212 | 137.843       | 117.588,7           |
| 13.    | Sân bay quốc tế Thiên Hà Vũ Hán            | Vũ Hán                | Hồ Bắc         | WUH/ZHHH   | 15.706.063 | 148.524       | 129.450,3           |
| 14.    | Sân bay quốc tế Diwopu Ürümqi              | Ürümqi                | Tân Cương      | URC/ZWWW   | 15.359.170 | 135.874       | 153.275,3           |
| 15.    | Sân bay quốc tế Lộc Khẩu Nam Kinh          | Nam Kinh              | Giang Tô       | NKG/ZSNJ   | 15.011.792 | 134.913       | 255.788,6           |
| 16.    | Sân bay quốc tế Lưu Đình Thanh Đảo         | Thanh Đảo             | Sơn Đông       | TAO/ZSQD   | 14.516.669 | 129.751       | 186.195,7           |
| 17.    | Sân bay quốc tế Chu Thủy Tử Đại Liên       | Đại Liên              | Liêu Ninh      | DLC/ZYTL   | 14.083.131 | 107.709       | 132.330,4           |
| 18.    | Sân bay quốc tế Tân Trịnh Trịnh Châu       | Trịnh Châu            | Hà Nam         | CGO/ZHCC   | 13.139.994 | 127.835       | 255.712,7           |
| 19.    | Sân bay quốc tế Phượng Hoàng Tam Á         | Tam Á                 | Hải Nam        | SYX/ZJSY   | 12.866.869 | 90.748        | 62.945,5            |
| 20.    | Sân bay quốc tế Đào Tiên Thẩm Dương        | Thẩm Dương            | Liêu Ninh      | SHE/ZYTX   | 12.106.952 | 92.300        | 136.066,1           |
| 21.    | Sân bay quốc tế Mỹ Lan Hải Khẩu            | Hải Khẩu              | Hải Nam        | HAK/ZJHK   | 11.935.470 | 94.436        | 111.813,6           |
| 22.    | Sân bay quốc tế Long Động Bảo Quý Dương    | Quý Dương             | Quý Châu       | KWE/ZUGY   | 10.472.589 | 93.646        | 77.425,2            |
| 23.    | Sân bay quốc tế Thái Bình Cáp Nhĩ Tân      | Cáp Nhĩ Tân           | Hắc Long Giang | HRB/ZYHB   | 10.259.908 | 84.532        | 92.309,6            |
| 24.    | Sân bay quốc tế Tân Hải Thiên Tân          | Thiên Tân             | Thiên Tân      | TSN/ZBTJ   | 10.035.833 | 100.729       | 214.419,8           |
| 25.    | Sân bay quốc tế Trường Lạc Phúc Châu       | Phúc Châu             | Phúc Kiến      | FOC/ZSFZ   | 8.925.923  | 83.406        | 110.239,4           |
| 26.    | Sân bay quốc tế Ngô Vu Nam Ninh            | Nam Ninh              | Quảng Tây      | NNG/ZGNN   | 8.157.331  | 71.408        | 86.949,6            |
| 27.    | Sân bay quốc tế Diêu Tường Tế Nam          | Tế Nam                | Sơn Đông       | TNA/ZSJN   | 8.139.087  | 80.746        | 72.560,9            |
| 28.    | Sân bay quốc tế Vũ Túc Thái Nguyên         | Thái Nguyên           | Sơn Tây        | TYN/ZBYN   | 7.803.574  | 76.546        | 44.354,4            |
| 29.    | Sân bay quốc tế Xương Bắc Nam Xương        | Nam Xương             | Giang Tây      | KHN/ZSCN   | 6.811.028  | 64.029        | 40.389,0            |
| 30.    | Sân bay quốc tế Long Gia Trường Xuân       | Trường Xuân           | Cát Lâm        | CGQ/ZYCC   | 6.733.076  | 56.850        | 68.031,6            |
| 31.    | Sân bay quốc tế Vĩnh Cường Ôn Châu         | Ôn Châu               | Chiết Giang    | WNZ/ZSWZ   | 6.595.929  | 58.867        | 59.787,1            |
| 32.    | Sân bay quốc tế Bạch Tháp Hô Hòa Hạo Đặc   | Hohhot                | Nội Mông       | HET/ZBHH   | 6.150.282  | 62.799        | 32.599,9            |
| 33.    | Sân bay quốc tế Lưỡng Giang Quế Lâm        | Quế Lâm               | Quảng Tây      | KWL/ZGKL   | 5.875.327  | 50.696        | 32.985,8            |
| 34.    | Sân bay Trung Xuyên Lan Châu               | Lan Châu              | Cam Túc        | ZGC/ZLLL   | 5.649.605  | 51.799        | 41.752,4            |
| 35.    | Sân bay quốc tế Tân Kiều Hợp Phì           | Hợp Phì               | An Huy         | HFE/ZSOF   | 5.628.013  | 52.872        | 39.984,2            |
| 36.    | Sân bay quốc tế Lịch Xã Ninh Ba            | Ninh Ba               | Chiết Giang    | NGB/ZSNB   | 5.459.333  | 46.468        | 64.247,3            |
| 37.    | Sân bay quốc tế Chính Định Thạch Gia Trang | Thạch Gia Trang       | Hà Bắc         | SJW/ZBSJ   | 5.110.536  | 51.980        | 42.976,2            |
| 38.    | Sân bay Nam Uyển Bắc Kinh                  | Bắc Kinh              | Bắc Kinh       | NAY/ZBNY   | 4.455.263  | 38.661        | 37.091,9            |
| 39.    | Sân bay quốc tế Hà Đông Ngân Xuyên         | Ngân Xuyên            | Ninh Hạ        | INC/ZLIC   | 4.247.843  | 39.230        | 29.105,0            |
| 40.    | Sân bay Nghĩa Tam Lệ Giang                 | Lệ Giang              | Vân Nam        | LJG/ZPLJ   | 3.999.422  | 37.015        | 6.356,1             |
| 41.    | Sân bay quốc tế Lai Sơn Yên Đài            | Yên Đài               | Sơn Đông       | YNT/ZSYT   | 3.635.467  | 38.252        | 45.319,1            |
| 42.    | Sân bay Thạc Phóng Vô Tích                 | Vô Tích, Tô Châu      | Giang Tô       | WUX/ZSWX   | 3.590.188  | 31.844        | 87.641,6            |
| 43.    | Sân bay Tào Gia Bảo Tây Ninh               | Tây Ninh              | Thanh Hải      | XNN/ZLXN   | 3.236.417  | 28.792        | 19.940,1            |
| 44.    | Sân bay Gasa Tây Song Bản Nạp              | Tây Song Bản Nạp      | Vân Nam        | JHG/ZPJH   | 3.050.170  | 29.164        | 6.580,9             |
| 45.    | Sân bay Kim Loan Châu Hải                  | Châu Hải              | Quảng Đông     | ZUH/ZGSD   | 2,894,357  | 44,725        | 22,667.1            |
| 46.    | Sân bay quốc tế Triều Sán Yết Dương        | Sán Đầu               | Quảng Đông     | SWA/ZGOW   | 2.686.007  | 32.391        | 17.303,8            |
| 47.    | Sân bay quốc tế Tấn Giang Tuyền Châu       | Tuyền Châu            | Phúc Kiến      | JJN/ZSQZ   | 2.634.423  | 25.102        | 38.771,7            |
| 48.    | Sân bay Gonggar Lhasa                      | Lhasa                 | Tây Tạng       | LXA/ZULS   | 2.296.958  | 21.035        | 20.967,7            |
| 49.    | Sân bay Ngạc Nhĩ Đa Tư                     | Ngạc Nhĩ Đa Tư        | Nội Mông       | DSN/ZBDS   | 1.731.882  | 29.584        | 9.455,7             |
| 50.    | Sân bay Bao Đầu                            | Bao Đầu               | Nội Mông       | BAV/ZBOW   | 1.708.846  | 14.965        | 10.011,6            |
| 51.    | Sân bay Bôn Ngưu Thường Châu               | Thường Châu           | Giang Tô       | CZX/ZSCG   | 1.526.605  | 19.348        | 15.250,7            |
| 52.    | Sân bay Hoàng Long Cửu Trại                | Cửu Trại Câu          | Tứ Xuyên       | JZH/ZUJZ   | 1.350.872  | 13.592        | 0                   |
| 53.    | Sân bay Đông Sơn Hailar                    | Hải Lạp Nhĩ           | Nội Mông       | HLD/ZBLA   | 1.287.483  | 12.685        | 5.590,8             |
| 54.    | Sân bay Du Dương Du Lâm                    | Du Lâm                | Thiểm Tây      | UYN/ZLYL   | 1.191.031  | 13.924        | 2.875,3             |
| 55.    | Sân bay Nghĩa Ô                            | Nghĩa Ô               | Chiết Giang    | YIW/ZSYW   | 1.161.463  | 10.632        | 3.452,7             |
| 56.    | Sân bay Kashgar                            | Kashgar               | Tân Cương      | KHG/ZWSH   | 1.149.428  | 10.862        | 6.280,5             |
| 57.    | Sân bay Đại Thủy Bạc Uy Hải                | Uy Hải                | Sơn Đông       | WEH/ZSWH   | 1.145.846  | 13.263        | 5.683,6             |
| 58.    | Sân bay Triều Dương Xuyên Diên Cát         | Diên Cát              | Cát Lâm        | YNJ/ZYYJ   | 1.114.829  | 9.060         | 5.787,9             |
| 59.    | Sân bay Quan Âm Từ Châu                    | Từ Châu               | Giang Tô       | XUZ/ZSXZ   | 1.112.811  | 37.822        | 6.298,0             |
| 60.    | Sân bay Quan Công Vận Thành                | Vận Thành             | Sơn Tây        | YCU/ZBYC   | 1.010.070  | 9.507         | 2.818,7             |
| 61.    | Sân bay quốc tế Hà Hoa Trương Gia Giới     | Trương Gia Giới       | Hồ Nam         | DYG/ZGDY   | 1.006.334  | 8.557         | 2.301,7             |
| 62.    | Sân bay Mang Thị Đức Hoành                 | Mang Thị              | Vân Nam        | LUM/ZPLX   | 929.540    | 9.248         | 4.437,7             |
| 63.    | Sân bay Nam Giao Miên Dương                | Miên Dương            | Tứ Xuyên       | MIG/ZUMY   | 917,325    | 201,022       | 4,856.3             |
| 64.    | Sân bay Tam Hiệp Nghi Xương                | Nghi Xương            | Hồ Bắc         | YIH/ZHYC   | 900.076    | 39.444        | 4.628,4             |
| 65.    | Sân bay Phúc Thành Bắc Hải                 | Bắc Hải               | Quảng Tây      | BHY/ZGBH   | 848.338    | 11.412        | 4.813,5             |
| 66.    | Sân bay Nam Bình Vũ Di Sơn                 | Vũ Di Sơn             | Phúc Kiến      | WUS/ZSWY   | 787,455    | 8,094         | 2,392.1             |
| 67.    | Sân bay Thuật Phụ Lĩnh Lâm Nghi            | Lâm Nghi              | Sơn Đông       | LYI/ZSLY   | 767.844    | 8.539         | 4.100,4             |
| 68.    | Sân bay Bạch Liên Liễu Châu                | Liễu Châu             | Quảng Tây      | LZH/ZGZH   | 733.774    | 10.706        | 4.576,8             |
| 69.    | Sân bay Korla                              | Korla                 | Tân Cương      | KRL/ZWKL   | 731.522    | 8.097         | 3.066,6             |
| 70.    | Sân bay Trạm Giang                         | Trạm Giang            | Quảng Đông     | ZHA/ZGZJ   | 691,443    | 12,180        | 2,663.4             |
| 71.    | Sân bay Hưng Thông Nam Thông               | Nam Thông             | Giang Tô       | NTG/ZSNT   | 675.660    | 30.749        | 21.593,4            |
| 72.    | Sân bay Ngọc Long Xích Phong               | Xích Phong            | Nội Mông       | CIF/ZBCF   | 660.704    | 7.533         | 1.801,4             |
| 73.    | Sân bay Aksu                               | Aksu                  | Tân Cương      | AKU/ZWAK   | 631.843    | 7.554         | 1.802,4             |
| 74.    | Sân bay Hoàng Kim Cám Châu                 | Cám Châu              | Giang Tây      | KOW/ZSGZ   | 626.849    | 7.038         | 3.795,5             |
| 75.    | Sân bay Dương Châu Thái Châu               | Dương Châu, Thái Châu | Giang Tô       | YTY/ZSYA   | 612.899    | 15.943        | 3.076,2             |
| 76.    | Sân bay Lộ Kiều Thai Châu                  | Thai Châu             | Chiết Giang    | HYN/ZSLQ   | 610.844    | 5.208         | 6.912,1             |
| 77.    | Sân bay Lưu Tập Tương Phàn                 | Tương Phàn            | Hồ Bắc         | XFN/ZHXF   | 601.029    | 55.014        | 2.151,7             |
| 78.    | Sân bay Lạc Dương                          | Lạc Dương             | Hà Nam         | LYA/ZHLY   | 594.781    | 180.126       | 1.421,6             |
| 79.    | Sân bay Y Ninh                             | Y Ninh                | Tân Cương      | YIN/ZWYN   | 581.589    | 7.340         | 2.000,7             |
| 80.    | Sân bay Vương Thôn Trường Trị              | Trường Trị            | Sơn Tây        | CIH/ZBCZ   | 574.080    | 7.230         | 919,5               |
| 81.    | Sân bay Thông Liêu                         | Thông Liêu            | Nội Mông       | TGO/ZBTL   | 572.719    | 8.722         | 1.810,7             |
| 82.    | Sân bay Bạch Tháp Phụ Liên Vân Cảng        | Liên Vân Cảng         | Giang Tô       | LYG/ZSLG   | 563.584    | 8.668         | 1.462,9             |
| 83.    | Sân bay Đà Phong Đằng Xung                 | Đằng Xung             | Vân Nam        | TCZ/ZUTC   | 556.769    | 6.254         | 410,3               |
| 84.    | Sân bay quốc tế Đồn Khê-Hoàng Sơn          | Hoàng Sơn             | An Huy         | TXN/ZSTX   | 552.359    | 6.508         | 2.520,7             |
| 85.    | Sân bay Phong Nhĩ Đồ Đại Khánh             | Đại Khánh             | Hắc Long Giang | DQA/ZYDQ   | 541.420    | 5.596         | 2,592,7             |
| 86.    | Sân bay Dêqên Shangri-La                   | Shangri-La            | Vân Nam        | DIG/ZPDQ   | 501.754    | 5.606         | 686,2               |
| 87.    | Sân bay Đại Lý                             | Đại Lý                | Vân Nam        | DLU/ZPDL   | 501.128    | 5.923         | 569,0               |
| 88.    | Sân bay Hòa Điền                           | Hotan                 | Tân Cương      | HTN/ZWTN   | 494.824    | 4.816         | 1.544,5             |
| 89.    | Sân bay Phổ Đà Sơn Chu San                 | Chu Sơn               | Chiết Giang    | HSN/ZSZS   | 479.138    | 12.839        | 286,2               |
| 90.    | Sân bay Ô Hải                              | Ô Hải                 | Nội Mông       | WUA/ZBUH   | 470.152    | 5.864         | 1.438,6             |
| 91.    | Sân bay Xilinhot                           | Xilinhot              | Nội Mông       | XIL/ZBXH   | 465.949    | 18.086        | 2.074,0             |
| 92.    | Sân bay Hải Lãng Mẫu Đơn Giang             | Mẫu Đơn Giang         | Hắc Long Giang | MDG/ZYMD   | 446.644    | 4.716         | 1.230,7             |
| 93.    | Sân bay Tĩnh Cương Sơn                     | Tập An                | Giang Tô       | JGS/ZSGS   | 444.378    | 4.870         | 1.831,0             |
| 94.    | Sân bay Lam Điền Lô Châu                   | Lô Châu               | Tứ Xuyên       | LZO/ZULZ   | 439.626    | 5.124         | 2.399,8             |
| 95.    | Sân bay Thái Bá Nghi Tân                   | Nghi Tân              | Tứ Xuyên       | YBP/ZUYB   | 434.022    | 4.506         | 2.497,8             |
| 96.    | Sân bay Đông Giao Giai Mộc Tư              | Giai Mộc Tư           | Hắc Long Giang | JMU/ZYJM   | 416.926    | 4.767         | 742,3               |
| 97.    | Sân bay Khương Doanh Nam Dương             | Nam Dương             | Hà Nam         | NNY/ZHNY   | 405.929    | 33.328        | 821,2               |
| 98.    | Sân bay La Gia Cảnh Đức Trấn               | Cảnh Đức Trấn         | Giang Tây      | JDZ/ZSJD   | 405.021    | 3.604         | 631,0               |
| 99.    | Sân bay Liên Thủy Hoài An                  | Hoài An               | Giang Tô       | HIA/ZSSH   | 404.776    | 40.594        | 2.529,2             |
| 100.   | Sân bay Vân Cương Đại Đồng                 | Đại Đồng              | Sơn Tây        | DAT/ZBDT   | 358.910    | 14.121        | 1.965.1             |

## Năm 2012
| Vị trí | Tên                                   | Thành phố phục vụ | Tỉnh        | IATA/ ICAO | Lượt khách | Số chuyến bay | Vận chuyển hàng hóa |
| ------ | ------------------------------------- | ----------------- | ----------- | ---------- | ---------- | ------------- | ------------------- |
| 1.     | Sân bay quốc tế Thủ đô Bắc Kinh       | Bắc Kinh          | Bắc Kinh    | PEK/ZBAA   | 81.929.352 | 557.159       | 1.799.863,7         |
| 2.     | Sân bay quốc tế Bạch Vân Quảng Châu   | Quảng Châu        | Quảng Đông  | CAN/ZGGG   | 48.309.410 | 373.314       | 1.248.763,8         |
| 3.     | Sân bay quốc tế Phố Đông-Thượng Hải   | Thượng Hải        | Thượng Hải  | PVG/ZSPD   | 44.880.164 | 361.720       | 2.938.156,9         |
| 4.     | Sân bay quốc tế Hồng Kiều Thượng Hải  | Thượng Hải        | Thượng Hải  | SHA/ZSSS   | 33.828.726 | 234.942       | 429.813,9           |
| 5.     | Sân bay quốc tế Song Lưu Thành Đô     | Thành Đô          | Tứ Xuyên    | CTU/ZUUU   | 31.595.130 | 242.658       | 508.031,4           |
| 6.     | Sân bay quốc tế Bảo An Thâm Quyến     | Thâm Quyến        | Quảng Đông  | SZX/ZGSZ   | 29.569.725 | 240.055       | 854.901,4           |
| 7.     | Sân bay quốc tế Trường Thủy Côn Minh  | Côn Minh          | Vân Nam     | KMG/ZPPP   | 23.979.259 | 201.338       | 262.272,3           |
| 8.     | Sân bay quốc tế Hàm Dương Tây An      | Tây An            | Thiểm Tây   | XIY/ZLXY   | 23.420.654 | 204.427       | 174.782,7           |
| 9.     | Sân bay quốc tế Giang Bắc Trùng Khánh | Trùng Khánh       | Trùng Khánh | CKG/ZUCK   | 22.057.003 | 195.333       | 268.642,4           |
| 10.    | Sân bay quốc tế Tiêu Sơn Hàng Châu    | Hàng Châu         | Chiết Giang | HGH/ZSHC   | 19.115.320 | 166.340       | 338.371,1           |